# Frank Bello
Francis Charles Joseph "Frank" Bello är en italiensk-amerikansk musiker, född 9 juli 1965, mest känd i sin roll som basist i thrash metal-bandet Anthrax där han spelat sedan 1984. Han spelade också bas i heavy metal-bandet Helmet åren 2004-05 och 2013 startade han bandet Altitudes & Attitude tillsammans med basisten David Ellefson från Megadeth. Frank Bello spelar bas, gitarr och sjunger i bandet medan David Ellefson spelar bas och gitarr. Trummis i bandet är Jeff Friedl som även spelar i alternativ rock-bandet A Perfect Circle sedan 2011.  Altitudes & Attitude släppte en självbetitlad EP 2014.
Frank Bello är systerson till Anthrax trummis Charlie Benante.

## Diskografi

### Med Anthrax
Studioalbum
- 1985 – Spreading the Disease
- 1987 – Among the Living
- 1988 – State of Euphoria
- 1990 – Persistence of Time
- 1993 – Sound of White Noise
- 1995 – Stomp 442
- 1998 – Vol. 8: The Threat Is Real
- 2000 – Fistful of Metal/Armed and Dangerous
- 2003 – We've Come for You All
- 2011 – Worship Music
- 2016 – For All Kings

Livealbum
- 1994 – Live (The Island Years)
- 2004 – Music of Mass Destruction
- 2005 – Alive 2
- 2007 – Extended Versions
- 2007 – Caught in a Mosh: BBC Live in Concert

Samlingsalbum och splitalbum
- 1987 – Fistful of Anthrax
- 1989 – Anthrax / D-A-D (split)
- 1991 – Attack of the Killer B's
- 1998 – Moshers
- 1999 – Return of the Killer A's
- 2001 – Madhouse: The Very Best Of Anthrax
- 2002 – Universal masters collection
- 2002 – The Collection
- 2004 – The Greater of Two Evils
- 2005 – Anthrology: No Hit Wonders (1985-1991)
- 2007 – Colour collection 1985-90
- 2012 - Icon
- 2013 - Aftershock: The Island Years 1985-1990
- 2013 - Essential
- 2016 - Sound of White Noise / Stomp 442

Videor
- 1986 – US Speed Metal Attack (VHS)
- 1987 – Oidivnikufesin (VHS)
- 1991 – Live Noize (VHS)
- 1991 – Through Time (P.O.V.) (VHS)
- 1996 – Nothing (VHS)
- 1999 – Return of the Killer As: Video Collection (VHS)
- 2004 – Rock Legends (DVD)
- 2004 – Music Of Mass Destruction (DVD)
- 2005 – Alive 2: The DVD" (DVD)
- 2005 – Anthrology: No Hit Wonders (1985-91) The Videos (DVD)
- 2010 - The Big 4 Live from Sofia, Bulgaria (DVD/Blu-ray)

### Med Altitudes & Attitude
- 2014 - Altitudes & Attitude (EP)